# Kindersley-Biggar (circonscription saskatchewanaise)
Pour les articles homonymes, voir Kindersley (homonymie) et Biggar.
Circonscription électorale provinciale du Canada
Kindersley-Biggar (auparavant Kerrobert-Kindersley (1938-1975) et Kindersley (1975-2024)) est une circonscription électorale provinciale de la Saskatchewan au Canada. Elle est représentée à l'Assemblée législative de la Saskatchewan depuis 1938.

## Géographie
La circonscription représente le centre-ouest de la province
À la suite du redécoupage de 2022, la circonscription comprend :
- Les villes de Kindersley, Macklin et Biggar.
- Les communautés de McGee (en), Fiske (en), Herschel (en), Stranraer (en), Brock, Netherhill (en), Beadle (en), Springfeld (en), Fairmont, Pinkham, Smiley (en), Driver, Flaxcombe, Dewer Lake, Hoosier (en), Marengo (en), Alsask (en), Greene, Loverna (en), Perdue (en), Big Rose, Marriott (en), Springwater (en), Ruthilda (en), Plenty (en), Dodsland, Kerrobert, Beaufield (en), Poundmaker 114 (en), Coleville (en), Superb, Major (en), Fusilier (en), Court (en), Landis (en), Handel (en), Leipzig (en), Broadacres (en), Tramping Lake (en), Revenue, Luseland, Salvador (en), Donegal, Denzil, Hearts Hill, Grosswerder, Primate (en), Cactus Lake (en), Cosine (en), Evesham (en), Reward (en), Sunnyglen, Tako et Scott.
- Les municipalités rurales de Pleasant Valley No 288 (en), Kindersley No 290 (en), Milton No 292 (en), Mountain View No 318 (en), Winslow No 319 (en), Oakdale No 320 (en), Prairiedale No 321 (en), Antelope Park No 322 (en), Perdue No 346 (en) (partie), Biggar No 347 (en), Grandview No 349 (en), Mariposa No 350 (en), Progress No 351 (en), Heart's Hill No 352 (en), Glenside No 377 (en), Rosemount No 378 (en), Reford No 379 (en), Tramping Lake No 380 (en), Grass Lake No 381 (en) et Eye Hill No 382.

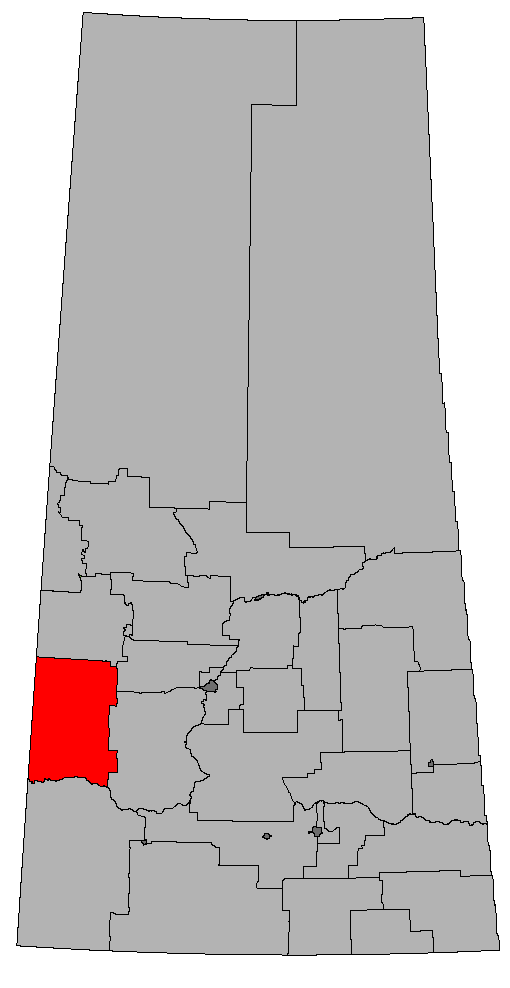
Frontière de la circonscription en 2016.
Frontière de la circonscription en 2022.

## Liste des députés
1912-1967
| Parlement                                        | Années                                           | Député                                           | Député                                           | Parti                                            |
| Kerrobert-Kindersley                             | Kerrobert-Kindersley                             | Kerrobert-Kindersley                             | Kerrobert-Kindersley                             | Kerrobert-Kindersley                             |
| Circonscription issue de Kindersley et Kerrobert | Circonscription issue de Kindersley et Kerrobert | Circonscription issue de Kindersley et Kerrobert | Circonscription issue de Kindersley et Kerrobert | Circonscription issue de Kindersley et Kerrobert |
| ------------------------------------------------ | ------------------------------------------------ | ------------------------------------------------ | ------------------------------------------------ | ------------------------------------------------ |
| 9e                                               | 1938–1944                                        |                                                  | Donald Laing (en)                                | Libéral                                          |
| 10e                                              | 1944–1948                                        |                                                  | John Wellbelove (en)                             | CCF                                              |
| 11e                                              | 1948–1952                                        |                                                  | John Wellbelove (en)                             | CCF                                              |
| 12e                                              | 1952–1956                                        |                                                  | John Wellbelove (en)                             | CCF                                              |
| 13e                                              | 1956–1960                                        | Eldon Arthur Johnson (en)                        |                                                  | CCF                                              |
| 14e                                              | 1960–1964                                        | Eldon Arthur Johnson (en)                        |                                                  | CCF                                              |
| 15e                                              | 1964–1967                                        |                                                  | William S. Howes (en)                            | Libéral                                          |
| 16e                                              | 1967–1971                                        |                                                  | William S. Howes (en)                            | Libéral                                          |
| 17e                                              | 1971–1975                                        |                                                  | Alex Taylor (en)                                 | Néo-démocrate                                    |
| Kindersley                                       |                                                  |                                                  |                                                  |                                                  |
| 18e                                              | 1975–1978                                        |                                                  | Allan Neil McMillan (en)                         | Libéral                                          |
| 19e                                              | 1978–1982                                        |                                                  | Robert Lynal Andrew (en)                         | Progressiste-conservateur                        |
| 20e                                              | 1982–1986                                        |                                                  | Robert Lynal Andrew (en)                         | Progressiste-conservateur                        |
| 21e                                              | 1986–1991                                        |                                                  | Robert Lynal Andrew (en)                         | Progressiste-conservateur                        |
| 22e                                              | 1991–1995                                        | Bill Boyd                                        |                                                  | Progressiste-conservateur                        |
| 23e                                              | 1995–1997                                        | Bill Boyd                                        |                                                  | Progressiste-conservateur                        |
| 23e                                              | 1997-1999                                        | Bill Boyd                                        |                                                  | Saskatchewanais                                  |
| 24e                                              | 1999–2003                                        | Bill Boyd                                        |                                                  | Saskatchewanais                                  |
| 24e                                              | 2002-2003                                        | Jason Dearborn (en)                              |                                                  | Saskatchewanais                                  |
| 25e                                              | 2003–2007                                        | Jason Dearborn (en)                              |                                                  | Saskatchewanais                                  |
| 26e                                              | 2007–2011                                        | Bill Boyd                                        |                                                  | Saskatchewanais                                  |
| 27e                                              | 2011–2016                                        | Bill Boyd                                        |                                                  | Saskatchewanais                                  |
| 28e                                              | 2016–2017                                        | Bill Boyd                                        |                                                  | Saskatchewanais                                  |
| 28e                                              | 2017-2017                                        | Bill Boyd                                        |                                                  | Indépendant                                      |
| 28e                                              | 2018-2020                                        |                                                  | Ken Francis                                      | Saskatchewanais                                  |
| 29e                                              | 2020–2024                                        |                                                  | Ken Francis                                      | Saskatchewanais                                  |
| Kindersley-Biggard                               |                                                  |                                                  |                                                  |                                                  |
| 30e                                              | 2024–en cours                                    |                                                  | Kim Gartner (en)                                 | Saskatchewanais                                  |

## Résultats électoraux
Kindersley-Biggar (depuis 2024)

Kindersley (1975-2024)

Kerrobert-Kindersley (1934-1975)